# Matičce
Matičce (À maman) est une œuvre chorale de la compositrice tchèque Vítězslava Kaprálová écrite en 1928.

## Contexte
Vítězslava Kaprálová compose le 3 novembre 1928 Matičce pour chœur d'enfant, à la suite de la première tentative de direction de chœur qui a lieu dans son école la même année. Le texte est tiré du recueil Le Livre des vers de Jan Neruda.

## Analyse
Si la pièce, de vingt-quatre mesures dans la tonalité de la bémol majeur, est très largement homophonique, elle n'en est pas moins pleine d'intentions expressives. Elle est la mise en musique d'un poème aux résonances très personnelles et qui est un premier reproche musical à son père qui a abandonné sa mère, cette dernière se trouvant de fait sans grandes ressources financières.